# Châu Âu (quốc ca)
"Châu Âu" là quốc ca của Kosovo. Bài hát được phổ nhạc bởi Mendi Mengjiqi, một nhà soạn nhạc người Albania gốc Kosovo, được sáng tác năm 2008. Bài quốc ca này là một trong số ít bài quốc ca không có lời chính thức (cùng với của Tây Ban Nha, Bosnia và Herzegovina, và San Marino). Nó được chọn vào ngày 11 tháng 6 năm 2008, được chọn không có tham chiếu đến bất kỳ nhóm dân tộc cụ thể nào. Nó được chọn bởi Quốc hội Kosovo, với 72 nghị sĩ bỏ phiếu thuận, 15 nghị sĩ bỏ phiếu chống và 5 nghị sĩ bỏ phiếu trắng.

## Lịch sử
Ngày 12 tháng 3 năm 2008, Quốc hội của nước Cộng hòa Kosovo đã công bố một cuộc thi để chọn ra quốc ca cho đất nước trên các tờ báo của Pristina và trên website chính thức của Quốc hội. Những luật bao gồm:
- "Bài hát phải dễ phân biệt: – phải độc đáo và nguyên bản"[2]
- "Độ dài của bài hát không được ngắn hơn 30 giây hoặc dài hơn 60 giây."[2]
- "Các văn bản cũng có thể được đưa vào ứng dụng, bằng bất kỳ ngôn ngữ chính thức nào của Cộng hòa Kosovo"[2] however, the final adoption is believed not to include them.[3] Chọn văn bản cho bài quốc ca sẽ là một nhiệm vụ khó khăn vì phần lớn dân số ở Kosovo là Người Albania, Người Serb là nhóm dân tộc lớn thứ hai. Chính phủ đã nhấn mạnh rằng không có nhóm dân tộc nào bị phân biệt đối xử, tuyên bố nhà nước là một "nước cộng hòa dân chủ, thế tục và đa sắc tộc"[4] do đó, rất khó để tìm ra những lời bài hát không ủng hộ một nhóm dân tộc này hơn một nhóm dân tộc khác. Các vấn đề tương tự cũng gặp phải khi chọn quốc kỳ.[5] Hơn nữa, các quy tắc cũng nêu rõ rằng đề xuất "Không nên trình bày hoặc giống với bài thánh ca hoặc bài hát phổ biến của bất kỳ quốc gia nào, hoặc bài thánh ca của bất kỳ đảng chính trị, phong trào hoặc thể chế nào của Cộng hòa Kosovo, hoặc ám chỉ bất kỳ sự trung thành nào đối với bất kỳ cộng đồng sắc tộc nào của Cộng hòa Kosovo."[2]
- Các bài hát phải được nộp trước ngày 31 tháng 3 năm 2008.[2]
- Nhạc sĩ của tác phẩm được chọn sẽ được nhận 10.000 euro và hai tác phẩm đủ điều kiện khác sẽ nhận được lần lượt 7.000 euro và 5.000 euro.[2]

## Lời bài hát
| Tiếng Albania | Phiên âm IPA Tiếng Albania | Tiếng Serbia | Tiếng Serbia | Lời Việt |
| Tiếng Albania | Phiên âm IPA Tiếng Albania | Cyrillic | Latin | Lời Việt |
| --- | --- | --- | --- | --- |
| O mëmëdhe i dashur, vend i trimnisë Çerdhe e dashurisë N`ty shqipet fluturojnë dhe yjet ndriçojnë Vend i të parëve tonë Ti qofsh bekue për jetë e mot O nënë e jonë Ne të dalim Zot O mëmëdhe i dashur, vend i trimnisë Çerdhe e dashurisë | [ɔ mə.mə.ðɛ i da.ʃuɾ vɛnd i tɾim.nis(ə)] [t͡ʃɛɾ.ðɛ‿ɛ da.ʃu.ɾis(ə)] [nty ʃci.pɛt flu.tu.ɾɔjn ðɛ y.jɛt ndɾi.t͡ʃɔjn(ə)] [vɛnd i‿t paɾ.vɛ tɔn] [ti cɔfʒ‿bɛ.ku.ɛ pəɾ jɛt ɛ mɔt] [ɔ nən ɛ jɔn] [nɛ tə da.lim zɔt] [ɔ mə.mə.ðɛ i da.ʃuɾ vɛnd i tɾim.nis(ə)] [t͡ʃɛɾ.ðɛ‿ɛ da.ʃu.ɾis] | О, мила домовино, земљо храбрости Гнездо љубави Око тебе орлови лете и звезде сијају Земљо наших предака Буди благословена за живот и године О, наша мајко Ми ћемо те заштити О, мила домовино, земљо храбрости Гнездо љубави | O, mila domovino, zemljo hrabrosti Gnezdo ljubavi Oko tebe orlovi lete i zvezde sijaju Zemljo naših predaka Budi blagoslovena za život i godine O, naša majko Mi ćemo te zaštiti O, mila domovino, zemljo hrabrosti Gnezdo ljubavi | Hỡi quê hương yêu dấu, mảnh đất của lòng dũng cảm Tổ ấm của tình yêu Trên bạn đại bàng bay và các vì sao tỏa sáng Đất của tổ tiên chúng ta Hãy được ban phước cho cuộc sống và năm tháng Hỡi mẹ của chúng ta Chúng tôi sẽ bảo vệ bạn Hỡi quê hương yêu dấu, mảnh đất của lòng dũng cảm Tổ ấm của tình yêu |